# Супершпијунке
Супершпијунке (енгл. Totally Spies!) француска је анимирана телевизијска серија коју су створили Винсент Шалвон Демерсе и Давид Мишел. Прати три тинејџерке са Беверли Хилса које раде као тајне агенткиње.
У Србији је током 2003. емитована на РТС-у 2 са француском синхронизацијом и са титлом, под називом Шпијунке са Беверли Хилса, па касније и на РТВ-у 1, а од 2008. је емитована на каналима Ултра, Никелодион, Пинк супер кидс, Пикабу и Картун нетворк синхронизована на српски језик.

## Радња
Серија се фокусира на авантуре три тинејџерке са Беверли Хилса у Калифорнији – Сем, Кловер и Алекс – које живе двоструким животом као тајни агенти који раде за Светску организацију за заштиту људи (WOOHP). Лидер организације Џери регрутује девојке да реше све горе услове криминала који се јављају широм света. Шпијуни носе шарене комбинезоне од латекса и добијају разне справе за помоћ у њиховим истрагама. Њихове примарне мисије укључују суочавање са незадовољним и осветољубивим криминалцима који су у прошлости били у неком облику непријатности. Друге мисије имају исте негативце који планирају освету шпијунима уништавајући њихове личне животе. Уоквиривање сваке епизоде је подзаплет који се фокусира на свакодневни живот девојака као средњошколки (а касније и на универзитетима), бавећи се везама и њиховом дугогодишњом средњошклском непријатељицом Менди.

## Ликови
- Сем (глас Клер Гајо у француској верзији, Џенифер Хејл (сезона 1–6) и Кира Рајли (сезона 7) у енглеској верзији) је интелектуалац трија. Она се понаша као старија сестра својим пријатељима, рационална је, логична и најзрелија у групи. Разумнија од Алекс и мање површна од Кловер, њена интелигенција и сталоженост јој омогућавају да пронађе делотворна решења за компликоване проблеме. Њено шпијунско одело је зелено.
- Кловер (глас даје Фили Кеита у француској верзији, Андреа Бејкер (сезона 1–6) и Али Рајан (сезона 7) у енглеској верзији) је модеран један од трија. Иако је атлетска, окретна и јака, она је такође импулсивна и спонтана, никада не размишља двапут пре него што крене у акцију. Она је увек спремна да зликовце научи лекцију, чак и ако нема шансе да их победи. Такође је веома луда за момцима, често завршава са новим дечком у свакој епизоди. Њено шпијунско одело је црвено.
- Алекс (глас даје Келин Мож у француској верзији, Кејти Ли (сезона 1–2), Кејти Грифин (сезона 3–6) и Лори Фелип-Баркин (сезона 7) у енглеској верзији) је срце трија. Она цени своје пријатељство са Семом и Кловер изнад свега и учиниће све да трио остане уједињен и срећан. Иако се диви Сему и Кловер, она се помало брише у њиховом присуству. Веома је привржена и не плаши се да покаже своја осећања. Њено шпијунско одело је жуто.
- Џери (глас Жан-Клод Донда у француској верзији, Џес Харнел (сезона 1–2), Адријан Трас (сезона 3–6) и Гари Мак (Сезона 7) у енглеској верзији) је оснивач WOOHP-а. Од прве до шесте сезоне председник је агенције и претпостављени тројцу. Тројци додељује мисије и са извесним задовољством их призива у неприкладним тренуцима. Упркос годинама, довољно је атлетски када помаже тројцу у одређеним мисијама. Остаје привржен својим културним коренима и често се поиграва својом британском флегмом са триом, који се не устручава да га задиркује због његовог безобразног џентлменског понашања.
- Менди (глас јој је дала Келин Мож у француској верзији, Џенифер Хејл (сезоне 1–6) и Сара Нотон (сезона 7) у енглеској верзији) је другарица из разреда и ривалка девојкама у њиховим животима ван WOOHP-а. Богата, популарна и харизматична, она је у сталном сукобу са тројком, хватајући се у коштац са њима због дечака, такмичења или одеће коју прижељкују.
- Г.Л.А.Д.И.С. (сезоне 3-4; глас је дала Лаура Прежан у француској верзији, Стиви Валанс у енглеској верзији) је вештачка интелигенција која помаже Џерију у дистрибуцији уређаја током треће и четврте сезоне. Г.Л.А.Д.И.С. је избачен из серије пре пете сезоне, пошто га је Џери послао у WOOHP-ов објекат за рециклажу.
- Зерлина (сезона 7; глас је дала Дебора Клод у француској верзији и Алана Барет-Аткинс у енглеској верзији) је Џеријева ћерка и нова председница WOOHP-а након пензионисања њеног оца.
- Тоби (сезона 7; глас је дао Гаутиер Батоуе у француској верзији и Арџун Биџу у енглеској верзији) млади геније високе технологије који помаже Зерлини у креирању и дистрибуцији уређаја за девојчице.
- Глитерстар (сезона 7; глас је дао Женевјев Бату у француској верзији и Џоди Ду у енглеској верзији) је менаџер Бубле Спи Кафеа, који води WOOHP, Светска организација за заштиту људи. Упркос томе, она не зна за тајни шпијунски живот девојака.

## Епизоде
| Сезоне | Сезоне | Епизоде | Оригинално емитовање | Оригинално емитовање |
| Сезоне | Сезоне | Епизоде | Почетак емитовања    | Крај емитовања       |
| ------ | ------ | ------- | -------------------- | -------------------- |
|        | 1      | 26      | 3. новембар 2001.    | 15. јун 2002.        |
|        | 2      | 26      | 8. август 2003.      | 19. септембар 2004.  |
|        | 3      | 26      | 3. октобар 2004.     | 31. јул 2005.        |
|        | 4      | 26      | 3. април 2006.       | 8. март 2007.        |
|        | 5      | 26      | 31. август 2007.     | 10. фебруар 2008.    |
|        | 6      | 26      | 4. септембар 2013.   | 3. октобар 2013.     |
|        | 7      | 26      | 12. мај 2024         |                      |

## Улоге

### Сезоне 1-5
Прва, друга, трећа, четврта и пета сезона су емитоване на каналима Ultra и Pikaboo, са Loudworks синхронизацијом.
| Улога         | Амерички глас                             | Српски глас (Loudworks)                                    |
| Главни ликови | Главни ликови                             | Главни ликови                                     |
| ------------- | ----------------------------------------- | ------------------------------------------------- |
| Сем           | Џенифер Хејл                              | Ана Марковић                                      |
| Кловер        | Андреа Бејкер                             | Андријана Оливерић                                |
| Алекс         | Кејти Ли (С1-2) Кејти Грифин (С3-5)       | Софија Јуричан                                    |
| Џери Луис     | Џес Харнел (С1-2) Адријан Трас (С3-5)     | Бранислав Зеремски                                |
| Менди         | Џенифер Хејл                              | Александра Ширкић                                 |
| Бритни        | Линзи Риџвеј (С2) Стефани Броскарт (С3-5) | Мариана Аранђеловић (С2-4) Тамара Драгићевић (С5) |
| Блејн         | Данијел ДеСанто                           | Немања Оливерић                                   |
| Остало        |                                           |                                                   |
| Уводна песма  | Миранда Купер                             | Марија Михајловић                                 |

### Сезона 6
Шеста сезона је емитована на каналу Nickelodeon са Gold Diginet синхронизацијом, а на каналима Ultra, Pikaboo и Pink Super Kids са Blue House синхронизацијом.
| Улога         | Амерички глас   | Српски глас (Gold Diginet) | Српски глас (Blue House)                                                 |
| Главни ликови | Главни ликови   | Главни ликови              | Главни ликови                                                            |
| ------------- | --------------- | -------------------------- | ------------------------------------------------------------------------ |
| Сем           | Џенифер Хејл    | Александра Ширкић          | Душица Новаковић                                                         |
| Кловер        | Андреа Бејкер   | Михаела Стаменковић        | Мина Лазаревић                                                           |
| Алекс         | Кејти Грифин    | Јадранка Пејановић         | Ива Манојловић                                                           |
| Џери Луис     | Адријан Трас    | Бранислав Платиша          | Никола Булатовић                                                         |
| Менди         | Џенифер Хејл    | Вања Милачић               | Ана Кораћ                                                                |
| Трент         | Скот Бодин      | Милан Тубић                | Милан Тубић                                                              |
| Блејн         | Данијел Десанто | Лако Николић               | Милан Тубић                                                              |
| Остало        |                 |                            |                                                                          |
| Војс-овер     | /               | Милан Тубић                | Никола Булатовић (наслов серије) Милан Тубић (наслови епизода и инсерти) |
| Уводна песма  | Миранда Купер   | Маријана Живановић         | Ива Манојловић                                                           |

### Сезона 7
Седма сезона се емитује на каналу Cartoon Network са Sinker Media синхронизацијом.
| Улога         | Амерички глас      | Српски глас (Sinker Media) |
| Главни ликови | Главни ликови      | Главни ликови              |
| ------------- | ------------------ | -------------------------- |
| Сем           | Кира Рајли         | Марија Стокић              |
| Кловер        | Али Рајан          | Андријана Оливерић         |
| Алекс         | Лори Фелипе-Баркин | Јана Пауновић              |
| Џери Луис     | Гари Мак           | Александар Глигорић        |
| Менди         | Сара Нотон         | Ирина Арсенијевић          |
| Зерлина Луис  | Алана Барет-Адкинс | Александра Хлишћ           |
| Тоби          | Арџун Биџу         | Вук Гајић                  |
| Глитерстар    | Џоди Ду            | Анђела Џаферовић           |
| Блејн         | Гари Мак           | Непознато                  |
| Бритни        | Џоди Ду            | Милена Петровић            |
| Остало        |                    |                            |
| Војс-овер     | /                  | Вук Гајић                  |
| Уводна песма  | Мила Бренгер       | Ирина Арсенијевић          |

## Развој и производња

### Сезоне 1 до 5
Концепција серије произашла је из успона женских група и певачица у музичкој индустрији. Желећи да искористе нишу, Дејвид Мичел и Винсент Шалвон-Демерсе уложили су своју идеју у развој, који је касније прешао у производњу у року од годину дана. Према Мицхелу, стил анимације серије био је под утицајем анимеа. Продукцијска кућа, Marathon Media, намеравала је да изгради бренд серије тако што је формирала девојачки бенд од три члана, користећи немачку ток шоу Арабелла да је направи. Уз помоћ жирија, одабрано је 20 демо видео снимака, а победници су изабрани на основу снаге њиховог наступа и гледаности серије. Бенд је изабран и издао сингл у пролеће 2002, преко ЕМИ-ја. Према речима генералног директора Дирка Фабаријуса, „План је да се на крају направи цео албум и да се успостави и промовише Супершпијунке као прави бенд.“ Иако се идеја није остварила, серија је промовисана другим мерцхандисингом. У пролеће 2001. је најављено да ће серија бити емитована на јесен на ABC Family у Сједињеним Државама, а да ће следеће године бити дистрибуирана у европским земљама. Fox Kids Europe је у јулу 2001. стекао европска права на продају серије, искључујући територије на којима се говори немачки.
У интервјуу за WorldScreen.com, Мишел је објаснио да је пре серије било много акционо-авантуристичких емисија за дечаке и практично ништа за девојчице, али у поп култури су постојале Бритни Спирс и Spice Girls. Он је објаснио да су ликови у великој мери инспирисани филмом Откачена плавуша и желео је да то помеша са форматом Џејмса Бонда. Када су први пут представили емисију, имала је умерен одзив, али када је емитована прва сезона, изашао је филм Чарлијеви анђели и одједном је тржиште било пуно имања за девојке.
Према чланку Валерие-Инес де ла Вилле и Лаурент Дуруп „Постизање глобалног досега на дечијим културним тржиштима“, серија је првобитно била дизајнирана да допре до америчке публике, али је привукла пажњу својим хумором „заснованим на стереотипној европској визији америчких референци“ док „америчкој публици изгледа оригинално и иновативно“. Продуцент и уметнички директор Стефан Бери објаснио је да је стил „тапање између америчког стила, који повезује акцију и комедију, и јапанског дизајна за естетско окружење и емоције изражене кроз велике очи ликова“. Неке од уобичајених референци укључују Чарлијеви анђели, Беверли Хилс, Осветнике, Џејмс Бонд и његове уређаје и Мачје око.
Главни сценаристи серије били су Роберт и Мишел Ламоро који су живели у Лос Анђелесу и радили на емисијама Nickelodeon-а. Демерси и Степхане Берри су недавно радили са Saban entertainment у Европи. У интервјуу за GeoCities, Кејт Грифин, која даје глас Алексу, напоменула је да је типична сесија за три девојке да снимају као ансамбл, али преко телефонске везе, са Хејл и Бејкером који зову из Лос Анђелеса, а она у Торонту.
Након завршетка пете сезоне, филм серије, Тотално шпијуни! Филм је произведен и пуштен у биоскопе у Француској 22. јула 2009. Филм је емитован на телевизији у Сједињеним Државама 25. априла следеће године, што се поклопило са емитовањем пете сезоне серије тамо.

### Сезоне 6 до 8
У августу 2011. Marathon Media је потврдио да је продукција шесте сезоне у току и да је премијерно постављено 2013. године. Шесту серију би произвео само Marathon у сарадњи са TF1 и The Walt Disney Company France. Касније је потврђено да ће бити произведено 26 епизода и да ће серија бити лиценцирана у Шпанији и Латинској Америци, са европским територијама након тога. Како би се поклопила са премијером шесте сезоне, Zodiak Kids CP Paris, у сарадњи са Château de Versailles Spectacles (CVS) и TF1, организовали су догађај у Версајској палати, који се одржава током лета 2013. године. Догађају би претходиле активности које укључују пројекцију специјалне емисије о шпијунима у мисији у вртовима палате.
Дана 8. јануара 2022., Томас Аструк, творац Миракулус: Авантуре Бубамаре и Црног Мачора, који је раније радио на Супершпијунке, објавио је на Твитеру да је нова сезона овог последњег „у настајању“. Тринаестог је откривен ревидирани дизајн ликова за Сема, Алекса и Кловер. Првобитно је планирана премијера 2023. године, али је касније одложена за 2024. годину. Предстојећу серију ће продуцирати Zodiak Kids & Family Studio France, са Ollenom (производна подружница колеге Zodiak Kids & Family Studio France, подружница Monello Productions) као копродуцент, а француски емитер Gulli и латиноамерички емитер Discovery Kids као учесници. Дана 25. априла 2023. објављено је да је Warner Bros. Discovery купио права за емитовање серије у Сједињеним Државама и регионима ЕМЕА, где ће се серија емитовати на Cartoon Network у Сједињеним Државама и емитовати на Max-у у регионима ЕМЕА. У септембру 2023. Андреа Бејкер је на свом Твитеру потврдила да се она и остали гласови неће вратити.
13. јуна 2024. објављено је да је емисија обновљена за осму сезону.

## Телевизија и кућни медији
У САД, Супершпијунке премијерно приказан 3. новембра 2001. на Fox Family/ABC Family (сада Freeform). Касније је премијерно приказан у Европи на pay-TV и земаљским каналима као што су немачки ProSieben, француски TF1, британски Channel 4 и локализовани канали Fox Kids широм региона током пролећа 2002. године. Емисија је премештена на Cartoon Network у јулу 2003. у Сједињеним Државама, где је привлачила 1,6 милиона гледалаца (узраста од 4 до 10 година) дневно и наставила да се емитује до 10. септембра 2010. У 2019. емисија се емитовала недељно на Universal Kids-у канал, који је емитовао шесту сезону емисије по први пут у Сједињеним Државама.
Супершпијунке је привукла преко милион гледалаца у Француској од свог дебија. Поновно је лиценциран и његова шеста сезона, заједно са Супершпијунке Филм и спин из серије Амејзинг спајс!. Емисија је емитована своју шесту сезону у Француској и емитује се широм Европе. У Канади, сезона 6 је почела да се емитује 7. септембра 2014. на Teletoon-у, а 6. септембра на Télétoon-у. Емисија је емитована широм света на разним мрежама, као што је TF1 у Француској; Teletoon у Канади, Fox Family/ABC Family, Cartoon Network, Universal Kids у САД; Fox Kids, Jetix, Cartoon Network и Boomerang у Латинској Америци и Бразилу на pay-TV; Rede Globo у Бразилу на земаљској ТВ; ABS-CBN на Филипинима на земаљској телевизији; ART Teenz, MBC 3 на Блиском истоку; Dragon Club у Кини; TVB у Хонг Конгу; Fox Kids, Jetix, Disney Channel и Nickelodeon канали у Европи, Африци, Азији и Океанији. У Аустралији је приказан на Network Ten и касније на 10 Peach (раније Eleven) као део њиховог Toasted TV блока. Сезона 3–4 је емитована на POP-у у Уједињеном Краљевству од 2013. Сезона 5 је почела да се емитује 2015, а сезона 6 следеће године 2016. Такође је кратко емитована на њеној сестринској мрежи, Pop Girl. Емитовала се на BBC Alba у Шкотској. Прва сезона је емитована на Диснеи Цханнел-у и Disney XD-у. Емитовао се у Ирској на RTÉ Two од 11. септембра 2002. до 2009. године.
Од 2012. емисија има званични YouTube канал који поставља већину епизода, па чак и филм, и обично поставља насумичне клипове сваке суботе. Од 24. априла 2021, свих шест сезона серије Супершпијунке! такође су доступни на Amazon Prime Video, који тренутно има ексклузивна права за стримовање у САД.
Године 2004. Гоодтимес Ентертаинмент је објавио првих дванаест епизода прве сезоне серије на VHS-у и DVD-у у три тома: Супершпијунке Том 1: Фирст Сецрет Миссионс, Супершпијунке Том 2: The Гетаваи и Супершпијунке Том 3: Спиес Напад. Поклапајући се са продукцијом и објављивањем шесте сезоне серије, New Video Group/Flatiron Film је купила америчка DVD права за серију, као и нека дигитална права за прве три сезоне серије. Издали су прву и другу сезону (у по два тома), као и бок сет који садржи сезоне од прве до треће. Трећа сезона је коначно објављена у два тома 14. јануара 2014. године. Од 2020. ови DVD сетови су више од штампе и веома их је тешко пронаћи. Тоталли Спиес DVD-ове је такође објавио у Уједињеном Sanctuary Visual Entertainment 2005. и 2006. године, Супершпијунке – Фирст Сецрет Миссионс и Супершпијунке – Спи Гладиаторс. Ово је објављено на DVD и Blu-ray у САД од стране Universal Pictures Home Entertainment.

### Емитовање у Србији
Серија је од 2003. године у Србији прво приказивана на ТВ каналу РТС 2 са француском синхронизацијом и титлом на српском језику, под називом Шпијунке са Беверли Хилса. Серија је у Србији, Црној Гори, Босни и Херцеговини и Северној Македонији са премијерним емитовањем кренула 2008. године у синхронизацији студија Лаудворкс на ТВ Ултра. До 2014. синхронизовано је 5 сезона. Шеста сезона је премијерно емитована 2013. године на Никелодиону у синхронизацији студија Голд диги нет. Ову сезону је 2015. године за ТВ Ултра ресинхронизовао студио Блу хаус. Од 2018. године се емитује и на каналима Пинк супер кидс (Блу хаусова синхронизација) и Пикабу. Лаудворксова синхронизација има DVD издања. Седма сезона је премијерно емитована од 25 новембра 2024 на телевизији Картун Нетворк. Синхронизацију је радио студио Синкер медија.

## Пријем
Џоли Херман из Common Sense Media дао је мешовиту рецензију серији, оценивши серију са 3 од 5 звездица и написавши: „Мислимо да је то пристојна емисија коју треба с времена на време погледати, али било шта редовније би гледаоцима могло задати слично, најмању главобољу .“ Џо Кори из Инсиде Пулса је имао позитивнију рецензију, назвавши емисију „довољно забавном за малу децу која желе тајни акциони шоу Чарлијеви анђели. Тројац даје све од себе да уравнотежи забаву у игри шпијунаже то је превише ризично." Мет Хинрик из DVD Talk-а дао је позитивну рецензију, називајући радњу у прве три сезоне "довољно пристојно написаном да одрасли могу уживати."
После четири сезоне, емисија је стигла у преко 130 земаља и наишла је на ентузијазам међу узрастима од 6 до 11 година, укључујући и девојчице и дечаке, и била је привлачна покемонима за широк распон узраста и пола. У интервјуу пре треће сезоне, Дејвид Мишел је рекао: „Једна ствар која нас је највише изненадила је конзистентност поделе гледаности између мушкараца и жена: од Бразила до Италије, имамо 50% дечака и 50% девојчица омера публике, док сви предвиђао је да ће емисија имати веома слабе резултате код дечака.“ Scott Stoute из ScreenRant-а је уврстио емисију на своју листу „10 цртаних филмова за девојчице (које момци тајно воле)“.

### Контроверзе
је у свом извештају из марта 2006. приметио да емисија није садржала увредљив језик, али је изразио забринутост због „природе насиља у емисији“ у епизоди у којој су пацови пуштени да психолошки муче Џерија и Кловер, и сексуални садржај као пример рекламе за крему за сунчање жене обучене у бикини.

## Роба

### Игре
| Година | Наслов                           | Програмер(и)    | Издавач(и)   | Платформа(е) | Ref.          |
| ------ | -------------------------------- | --------------- | ------------ | ------------ | ------------- |
| 2004   | Супершпијунке                    |                 |              |              | [ 42 ]        |
| 2005   | Супершпијунке Мобил Гејмс        |                 |              |              | [ 43 ]        |
| 2005   | Супершпијунке                    |                 |              |              | [ 44 ]        |
| 2006   | Супершпијунке Свемп Монстер Блуе |                 |              |              | [ 45 ]        |
| 2006   | Супершпијунке Зомбие Јамборее!   | [ 45 ]          |              |              |               |
| 2006   | Супершпијунке 2: Ундерковер      | Mistic Software | Atari Europe |              | [ 46 ]        |
| 2007   | Супершпијунке Тотал Парти        |                 |              |              | [ 47 ]        |
| 2007   | Супершпијунке 3: Тајни Агент     |                 |              | [ 48 ]       |               |
| 2008   | Супершпијунке 4: Око света       | [ 49 ]          |              |              |               |
| 2009   | Супершпијунке Мун Агенда Сикрет  | [ 50 ]          |              |              |               |
| 2024   | Супершпијунке: Сајберт мисија    |                 |              |              | [ 51 ] [ 52 ] |

### Спин-офови и кросовер
Спин-оф серија под називом Амејзинг Спајз! приказује нове ликове као шпијуне, задржавајући Џерија као редовног лика у емисији. Док се серија фокусира на четири млада браће и сестара тинејџера — Лија, Меган, Марка и Тонија Кларка, три шпијунке се појављују у цроссовер епизоди „Операција: Катастрофа на ранчу Дуде“ из прве сезоне. Емисија је имала своју светску премијеру 15. марта 2009. на Дизни каналу Азија; а његова премијера у САД 26. априла 2010. на Cartoon Network-у. У Канади, емисија је премијерно приказана 2. септембра 2010. на Teletoon-у. Само прва сезона и десет епизода друге сезоне емитоване су у САД.
Супершпијунке такође је имао цроссовер епизоду у сезони 5 под називом "Тотално мистериозно много?" са Мартином Мистеријем, серијом у продукцији Marathon која се емитовала од 2003. до 2006. године.

### ТВ серије уживо
Телевизијска серија уживо у продукцији Gloria Sanchez Productions, Banijay Kids & Family и Amazon MGM Studios је у развоју у Амазон Приме Видео и биће премијерно приказана 2025. године.

### Стрипови и књиге
Супершпијунке стрипови су излазили месечно у Шведској. И у Бразилу је изашло пет књига са око 90 страница. Свака књига представља епизоду из серије. Постоји још један стрип под називом Супершпијунке Унлеасхед; ово почиње са "Мрзим 80-е!", у којем је лош момак, Буги Гас, измислио ретро зрак који дестари људе. Друга прича, „Аттацк of the 50 Фт. Манди“, претвара њиховог непријатеља у дива у заплету који укључује такмичење лепоте и одбеглог злог научника. Објављене су и књиге поглавља.